# Johann Ender
Johann Ender (3. listopadu 1793, Vídeň – 16. března 1854, Vídeň) byl rakouský malíř-portrétista a rytec období klasicismu a biedermeieru.

## Život a tvorba
Narodil se jako syn obchodníka a dvojče s bratrem Thomasem. Ve 14 letech oba vstoupili na studia malířství a kresby na Akademii ve Vídni. Johann studoval v letech 1810–1818 u profesorů Maurera, Fügera a Cauciga. Absolvoval historickou kompozicí Smrt Marca Aurelia, za niž získal Římskou cenu. 
V roce 1818 ho hrabě Štěpán Széchenyi pozval ke společné cestě do Řecka a Orientu. V roce 1826 pobýval na Akademii umění v Římě a téhož roku si ve Vídni otevřel vlastní ateliér portrétní malby. Jeho klientelu tvořila rakouská a uherská dvorská šlechta i členové panovnický rodin rakouských Habsburků, nebo budoucího portugalského krále Michala I. 
Později vyučoval malířství na Akademii ve Vídni. Jedinou nástěnnou malbu vytvořil v letech 1850-1854 pro císařskou kapli sv. Kříže ve Svatoštěpánském dómu ve Vídni.
Věnoval se také ilustracím historických knih, byl hlavním ilustrátorem rakouské edice knih Dějiny Řeků a Římanů.  Jeho obrazy nebo kresby často převáděl do mědirytin nebo ocelorytin rytec Franz Xaver Stöber. 
Malířem byl také Johannův bratr-dvojče Thomas Ender a syn Eduard Ender (1822–1883).

## Galerie

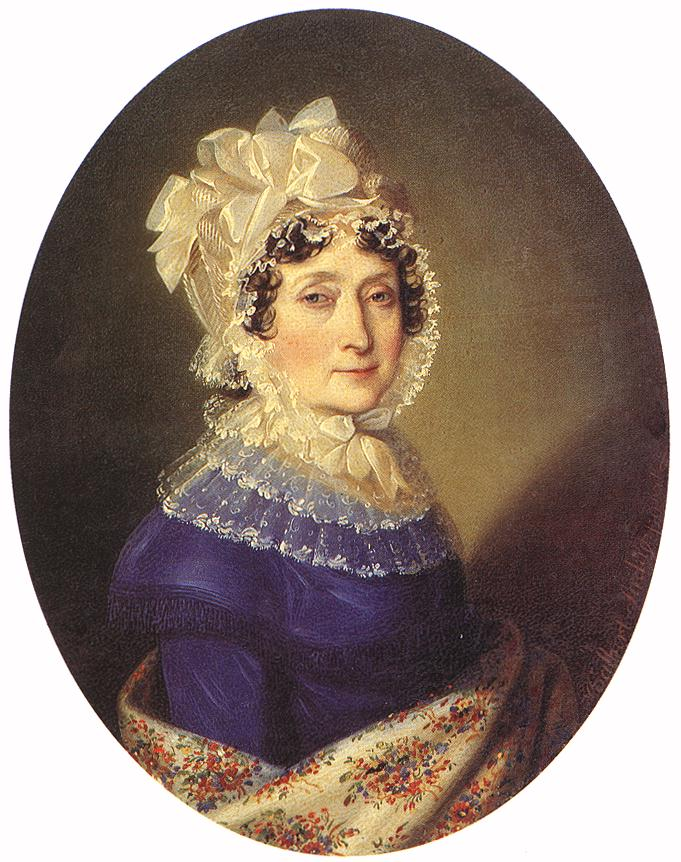
Juliana Festeticsová (1817)
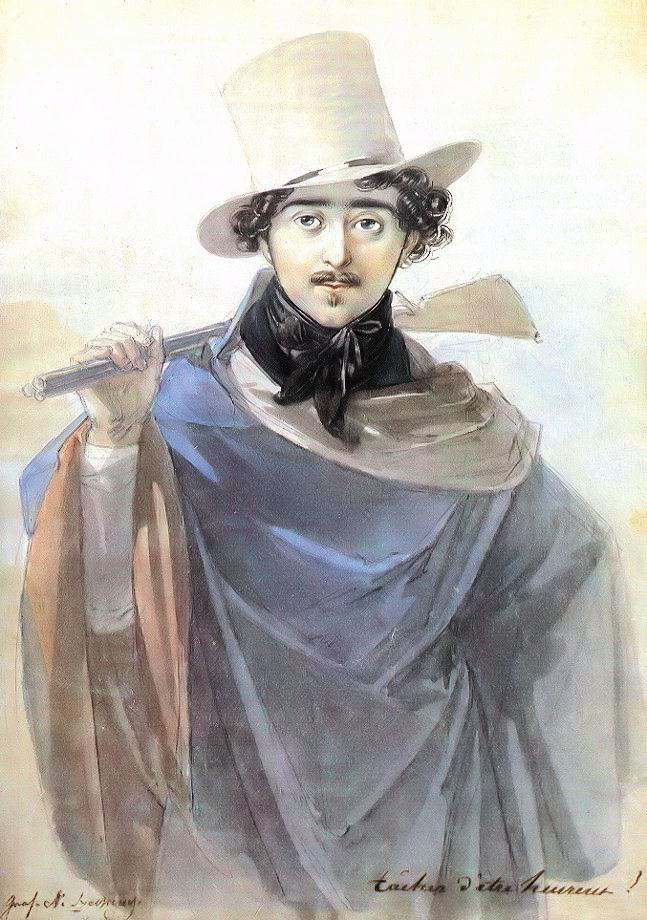
Štěpán Széchenyi (1818)
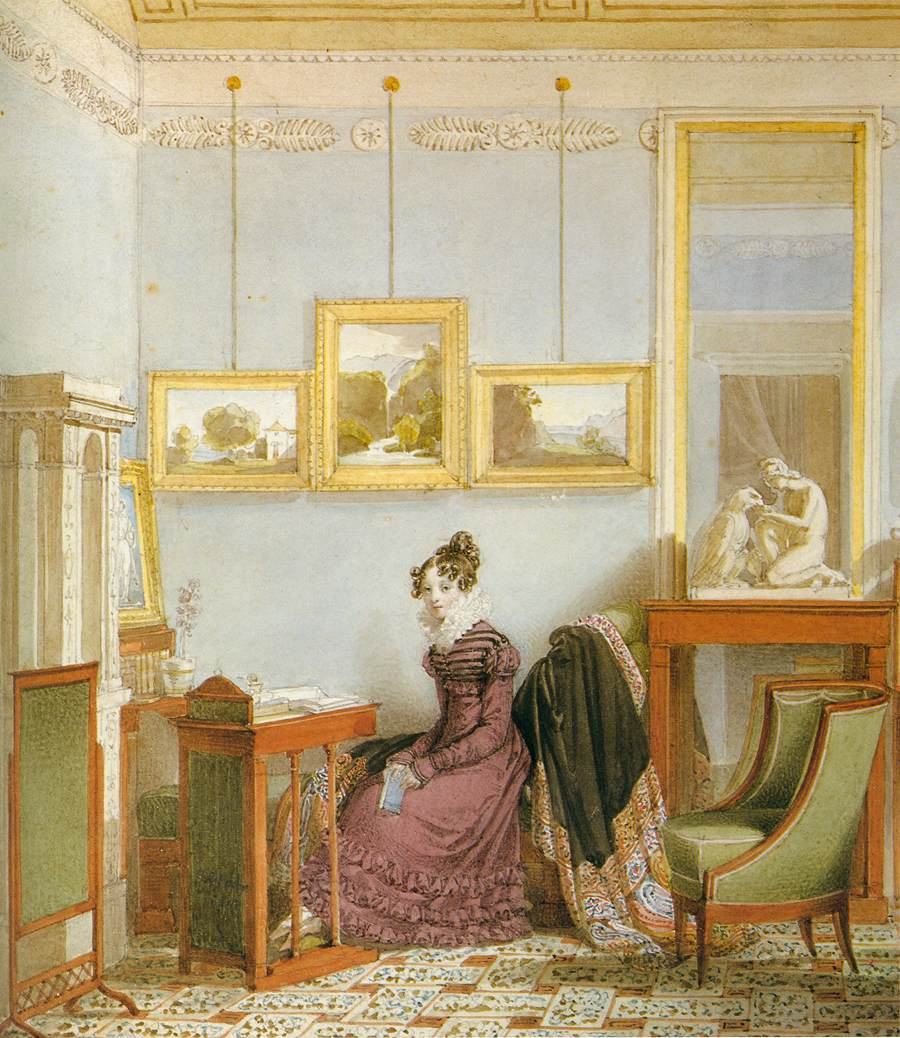
Žena u psacího stolku (1820)
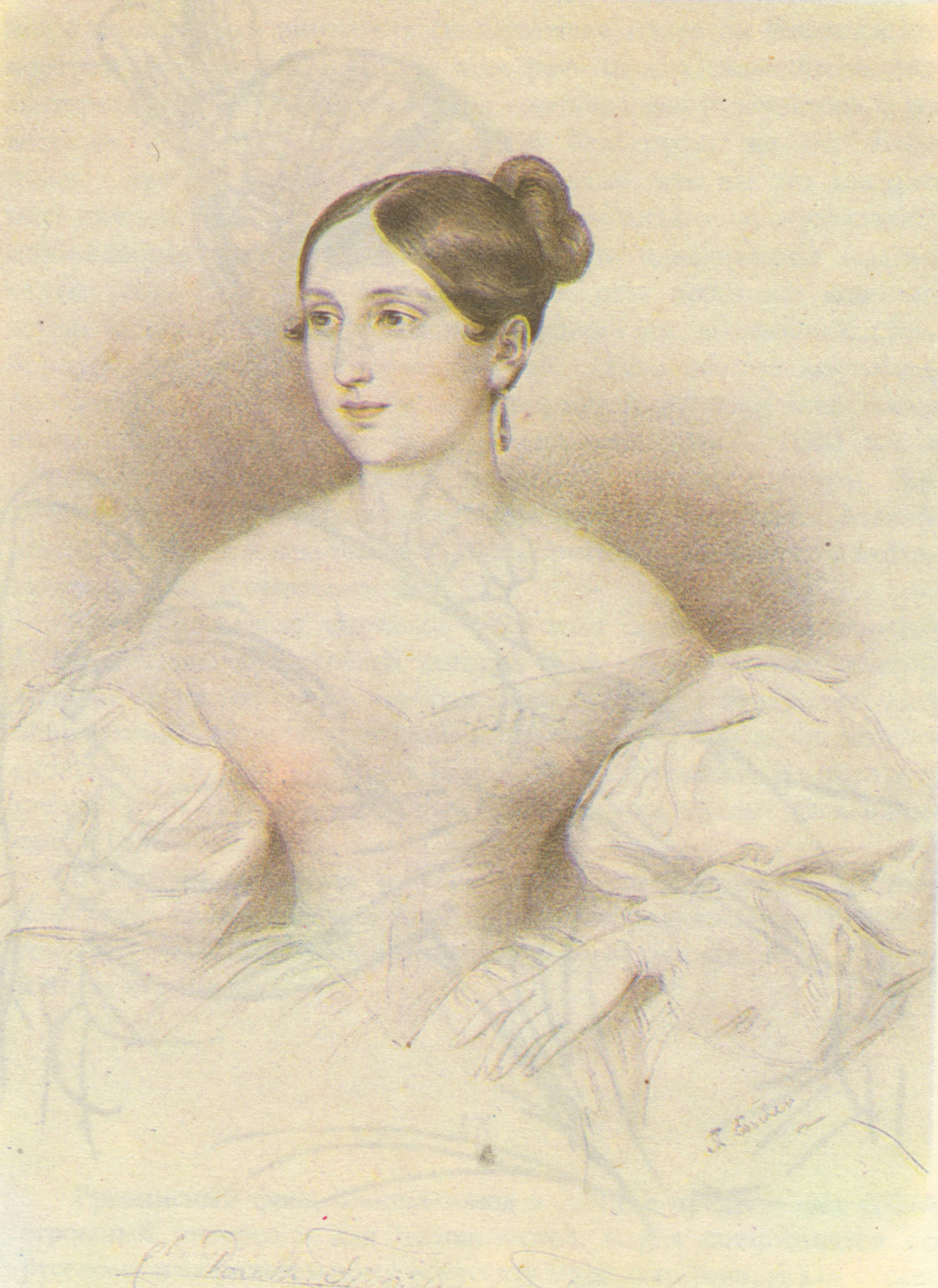
Dorotea Ficquelmont-Tiesenhausen (1820)
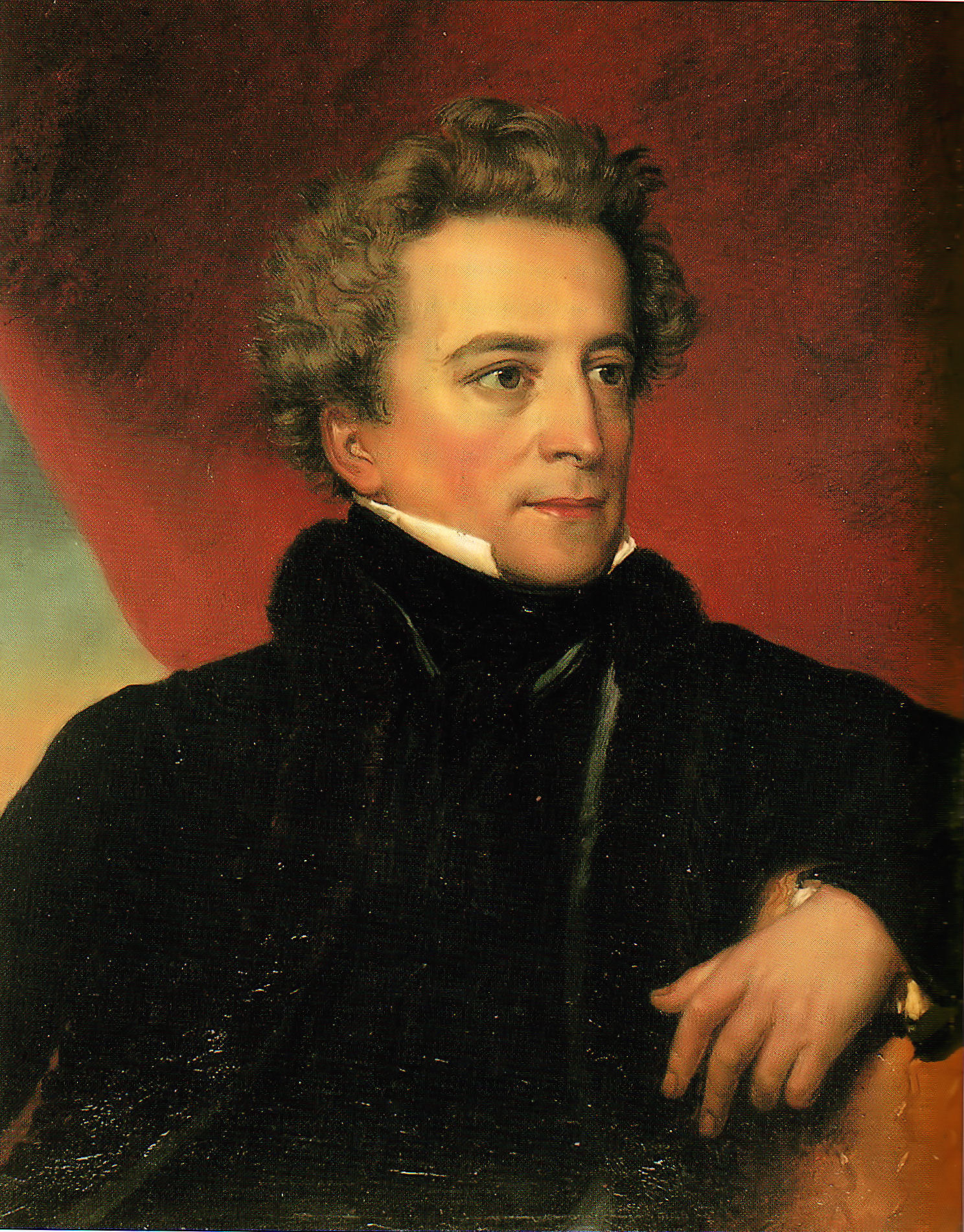
Josef Dessewffy (kolem 1820)
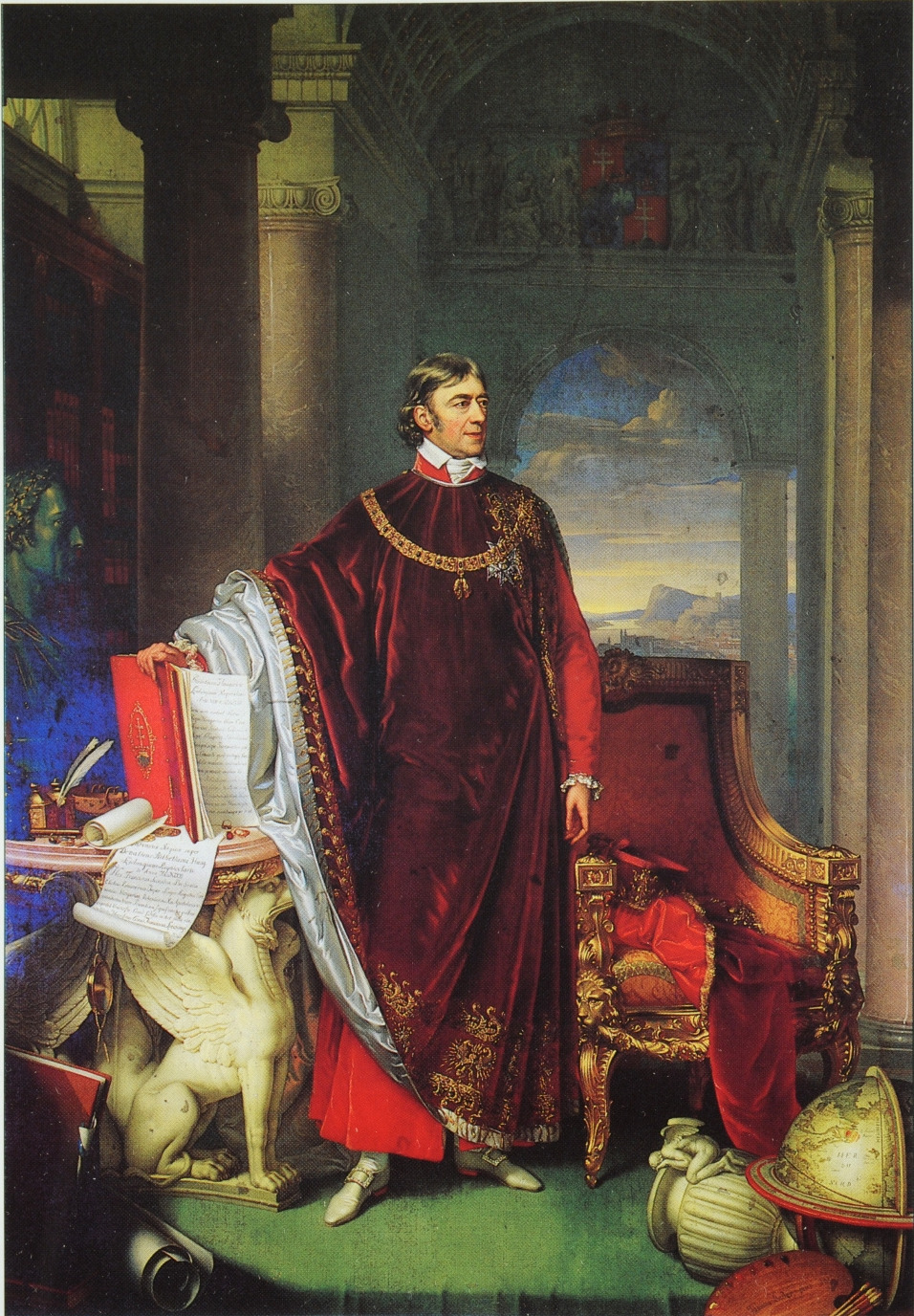
Ferenc Széchényi (1823)
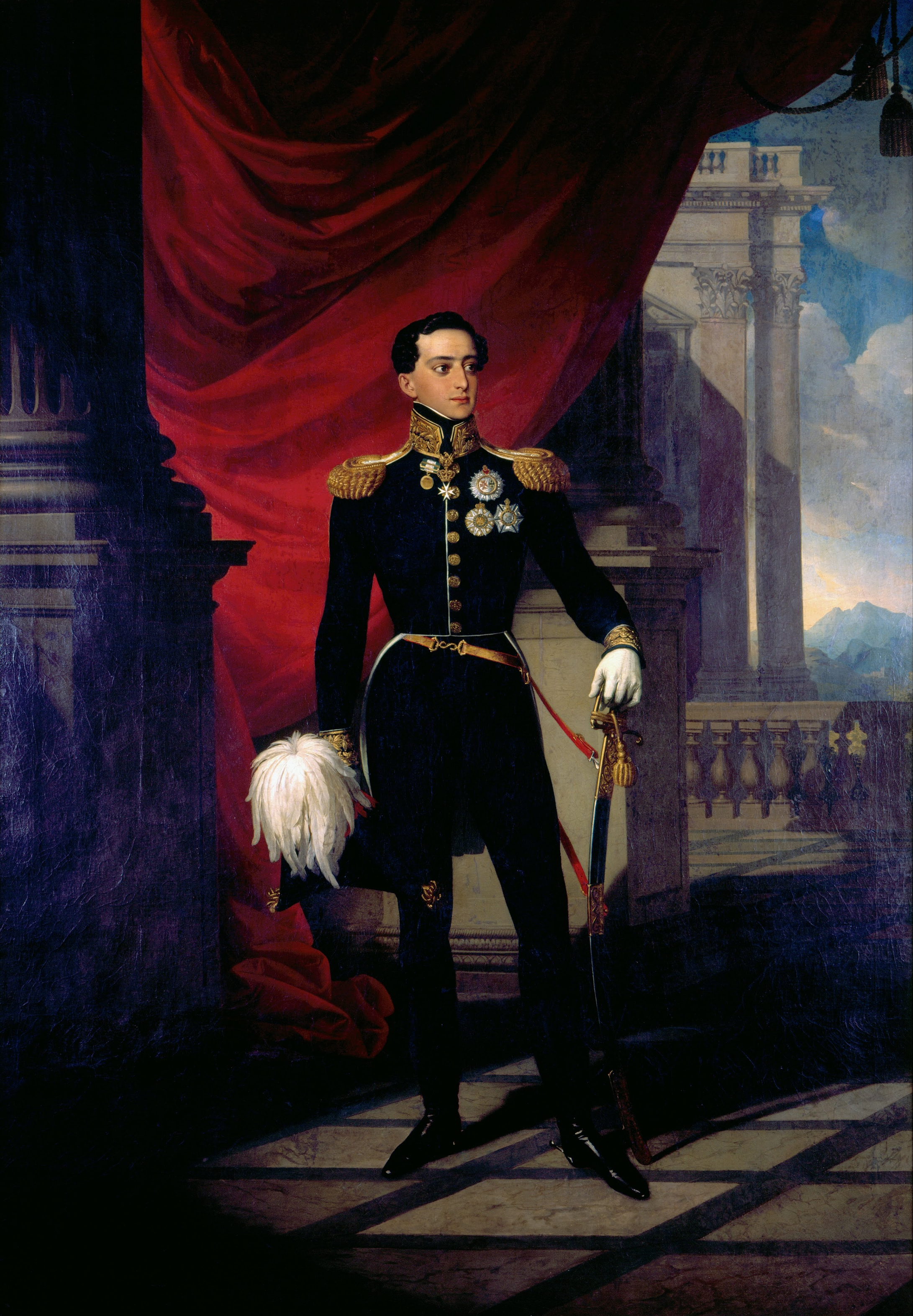
Michal Portugalský (1827)
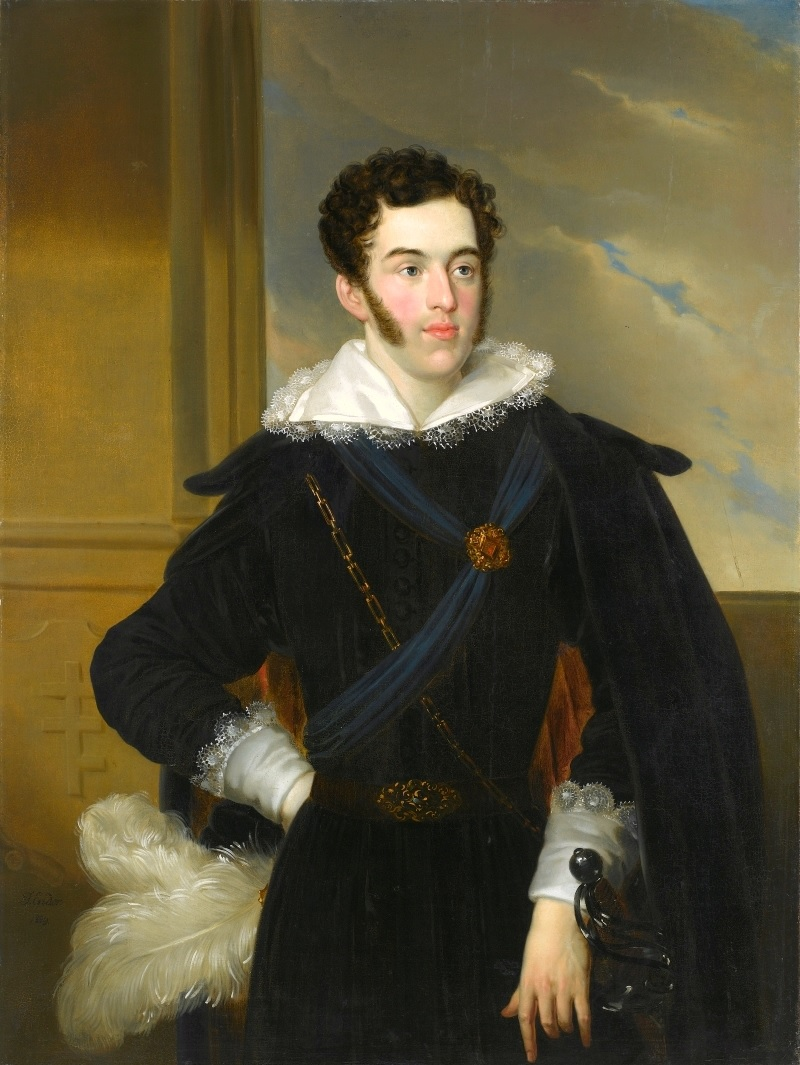
August Potocki (1829)
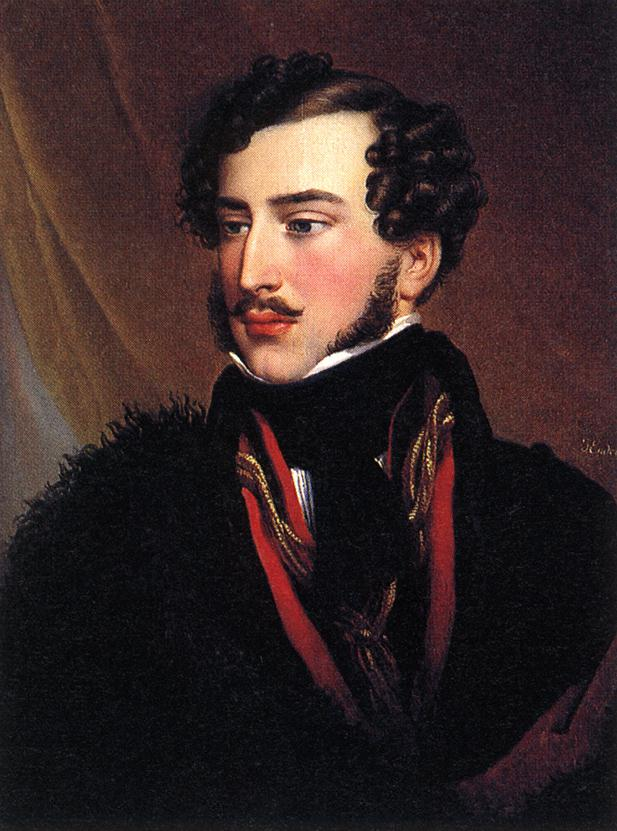
György Károlyi (1830)
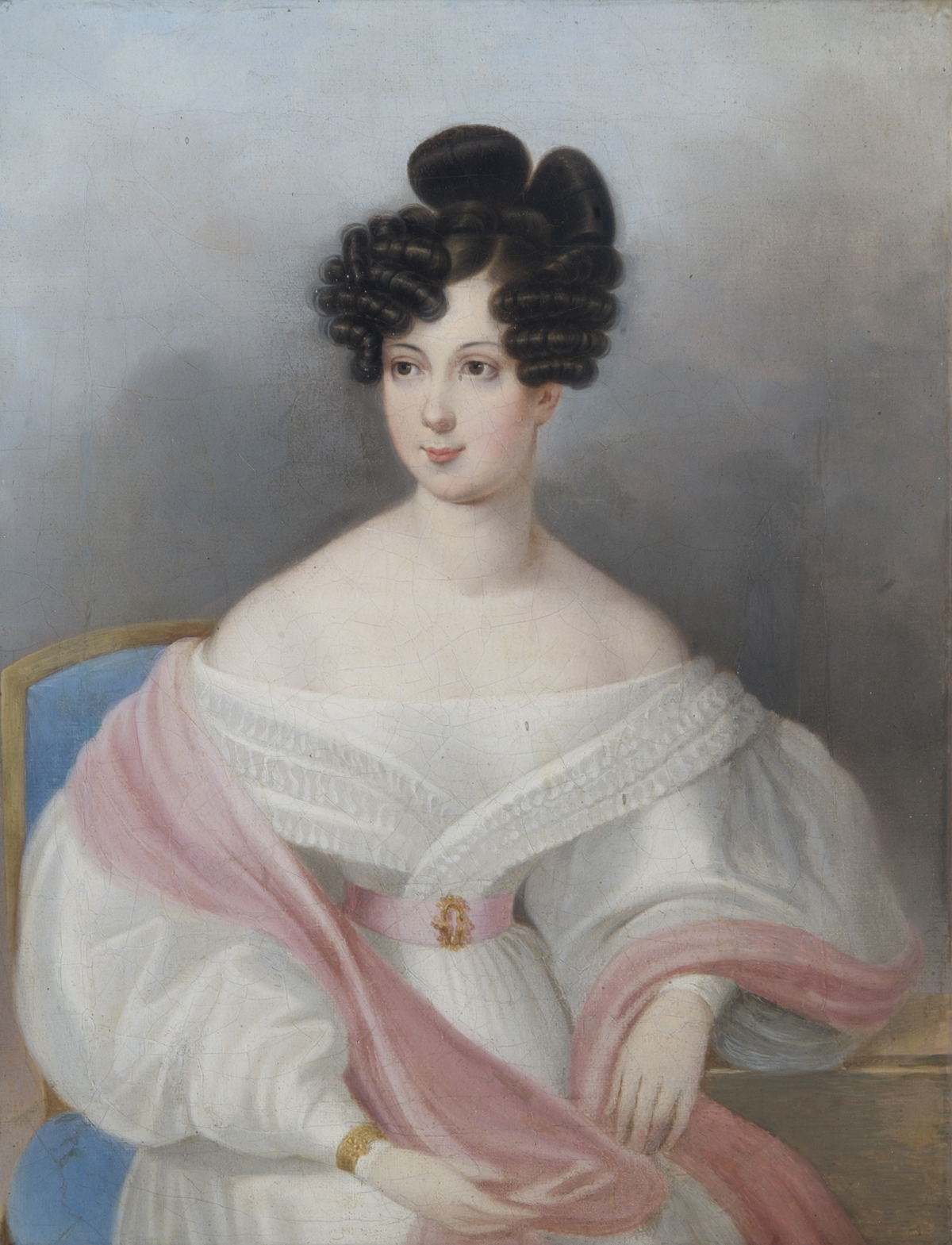
Klaudina Rhédey-Hohenstein (1830)
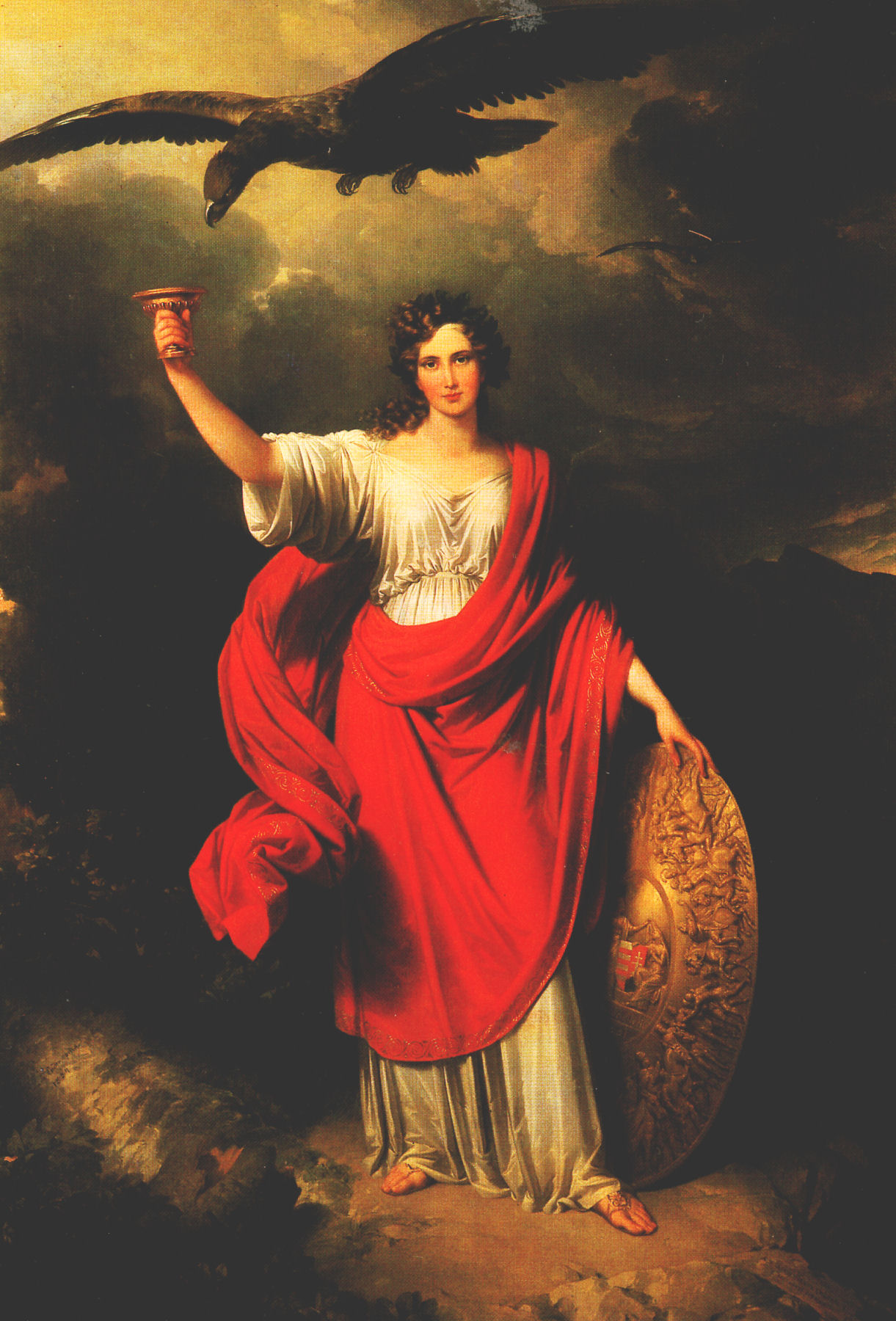
Ze stínu do světla (1831)
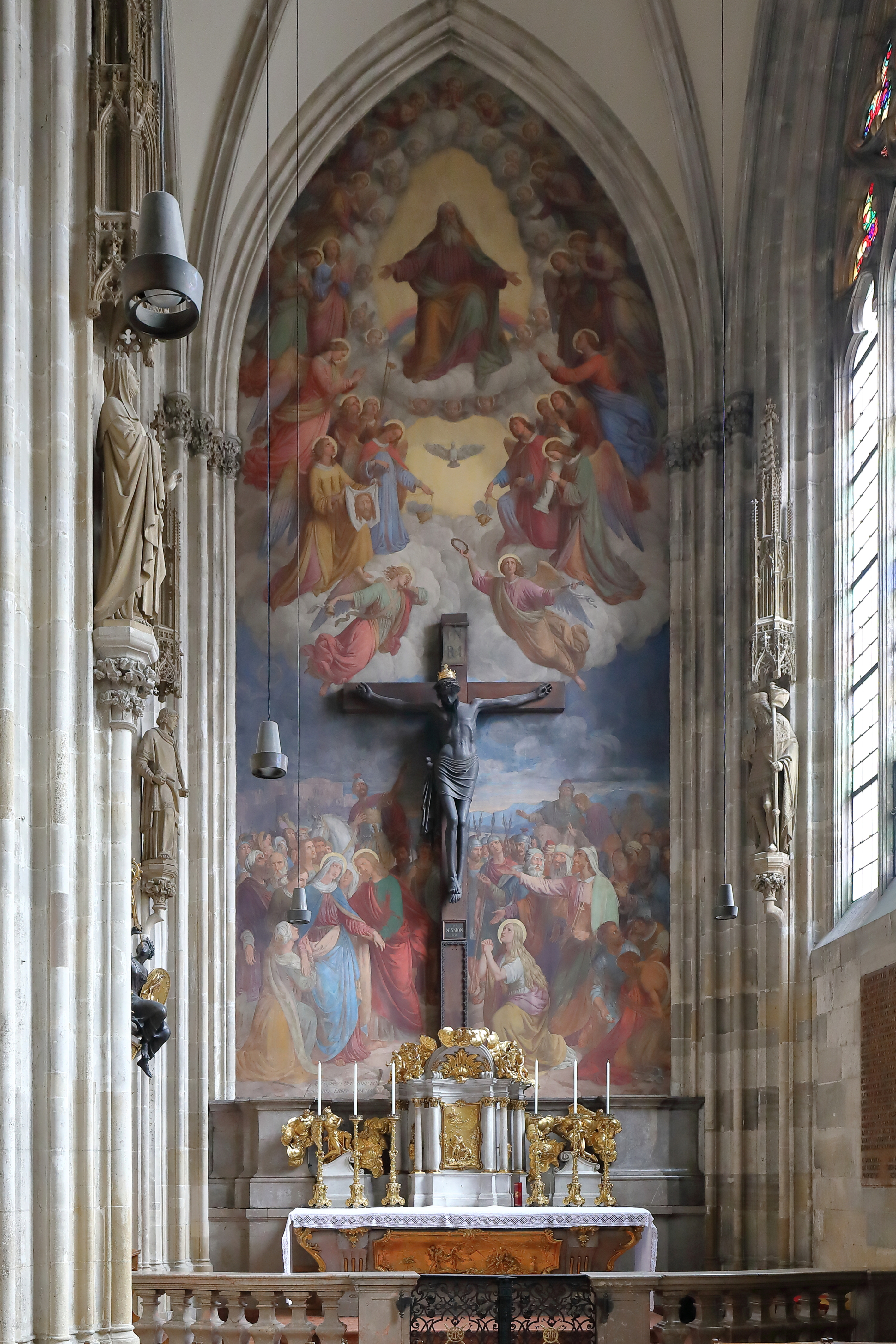
Freska v kapli Svatoštěpánského dómu ve Vídni (1850–1852)